# JD Edwards ERP
Con JD Edwards ERP si individua una famiglia di Sistemi Gestionali Integrati, anche noti con l'acronimo inglese ERP (Enterprise Resource Planning), sviluppati dall'omonima software house JD Edwards World Solution Company.

## JD Edwards WorldSoftware
Il primo software ad assumere tale denominazione fu JD Edwards World Software, anche noto come World. Il sistema era inizialmente basato sui minicomputer System/34 e /36, per poi spostarsi sui nuovi System/38 introdotti a metà degli anni '80 e passando infine agli AS/400 dopo la loro introduzione sul mercato. Inizialmente il sistema era stato sviluppato per seguire la contabilità dei propri clienti. World era un sistema con struttura server-centrica e multi-utente; gli utenti potevano accedervi utilizzando un terminale collegato al server principale.

## JD Edwards OneWorld
Alla fine del 1996 fu introdotto, affiancandolo al precedente, il primo sistema client-server denominato JD Edwards OneWorld. Il nuovo sistema era sviluppato con una interfaccia grafica ed un modello di calcolo distribuito che sostituisce il vecchio modello server-centrico. L'azienda aveva sviluppato una nuova architettura proprietaria, chiamata Configurabile Network Computing (CNC) ed ancora in evoluzione, che può essere utilizzata su una vasta gamma sistemi operativi (OS) e piattaforme hardware. 
In questa architettura le applicazioni aziendali distribuite e altamente configurabili, possono essere eseguite su numerose piattaforme senza che utenti e analisti debbano conoscere le piattaforme o i database coinvolti in una determinata attività. La struttura CNC separa la soluzione gestionale dalla base tecnologica, le aziende possono quindi adottare nuove tecnologie senza dover riscrivere le applicazioni.
Nell'autunno del 2000 JD Edwards pubblica una nuova versione del sistema, ora ribattezzata Xe OneWorld. A partire dal 2001, sempre per la prima volta, fu introdotta una versione web-based, in cui l'utente accede al software JDE attraverso il proprio sito web.

## Oracle JD Edwards EnterpriseOne
Nel giugno 2003, complice il ritiro di McVaney, la società accetta l'offerta di acquisto della PeopleSoft anch'essa attiva nel campo degli ERP.
OneWorld entrò così nella linea prodotti della PeopleSoft, denominati Enterprise, venendo ribattezzato JD Edwards EnterpriseOne.
Ad inizio 2005 PeopleSoft accetta un'offerta di acquisto (inizialmente considerata ostile) della Oracle che annunciò che avrebbe proseguito con lo sviluppo dei sistemi JDE ERP.
JD Edwards EnterpriseOne ha continuato il proprio sviluppo arrivando ad offrire più di 80 moduli applicativi per supportare un'ampia gamma di processi aziendali sui diversi mercati internazionali (con focus fiscali e legislativi) e disponendo anche di verticalizzazioni per diversi settori di attività: dal Food and Beverage al Fashion/Apparel, dall'Automotive al Retail.